# Hugon Griebsch
Hugon Griebsch (ur. 9 maja 1877 w Jassach, zm. 26 czerwca 1927 w Wilnie) – inżynier, generał brygady Wojska Polskiego.

## Życiorys
Urodził się w rodzinie Ferdynanda i Izabeli.
Niemiec. W latach 1893–1897 uczył się w Korpusie Kadetów w Hainburgu, później ukończył wyższe kursy inżynieryjne w Wiedniu i pełnił służbę w cesarskiej i królewskiej armii na kolejnych stanowiskach służbowych. W 1911 został przeniesiony z Dyrekcji Inżynierii w Mosarze do Dyrekcji Inżynierii w Trydencie.
Podczas I wojny światowej był szef inżynierii armii, szef inżynierii przyczółka w Przemyślu i związku taktycznego na froncie włoskim. Na stopień podpułkownika został mianowany ze starszeństwem z 1 maja 1917.
6 października 1919 roku został przyjęty do Wojska Polskiego z byłej armii austro-węgierskiej z zatwierdzeniem posiadanego stopnia podpułkownika i przydzielony do dyspozycji Naczelnego Dowództwa WP. W wojnie polsko bolszewickiej od 8 maja 1920 był szefem inżynierii i saperów 7 Armii, a następnie 1 Armii i Dowództwa Okręgu Generalnego „Warszawa”. 4 grudnia 1920 został przydzielony do Departamentu II Wojsk Technicznych Ministerstwa Spraw Wojskowych na stanowisko zastępcy szefa Sekcji I Inżynierii i Saperów. 1 czerwca 1921 roku nadal pełnił służbę w Departamencie II MSWojsk., a jego oddziałem macierzystym był 1 Pułk Saperów.
3 maja 1922 roku został zweryfikowany w stopniu generała brygady ze starszeństwem z dniem 1 czerwca 1919 roku i 43. lokatą w korpusie generałów. Później w Biurze Ścisłej Rady Wojennej w Warszawie. 28 marca 1923 roku został mianowany komendantem Obozu Warownego „Wilno” w Wilnie. Z dniem 3 lutego 1925 roku został mianowany II zastępcą Generalnego Inspektora Artylerii – inspektorem dla spraw fortyfikacji, a 31 lipca tego roku – Inspektorem Fortyfikacji. Na tym stanowisku zmarł. Pochowany na cmentarzu Powązki Wojskowe w Warszawie (kwatera A16-6-7). 
Marszałek Polski Józef Piłsudski wydał o nim następującą opinię: „z pochodzenia nie Polak, lecz człowiek o niezwykle rycerskim i szlachetnym typie charakteru. Bardzo wybitny specjalista pod względem fortyfikacji. Człowiek bardzo opanowany o szlachetnym typie dyscypliny. Szkoda, że źle mówi po polsku. Oficer do specjalnych zadań w zakresie strategicznych zadań fortyfikacyjnych”.
Pierwszą żoną Hugona Griebsch była Maria z Wilów ur. 14 kwietnia 1884 roku. Maria Griebsch zmarła 2 grudnia 1921 roku w Szpitalu Ujazdowskim w Warszawie i trzy dni później została pochowana na Cmentarzu Wojskowym na Powązkach. Drugą małżonką została, poślubiona w 1924 r., Julitta z Szumskich ur. 05 lipca 1901 r. Małżeństwo to przetrwało do śmierci Hugona Griebsch w 1927 r. Para była bezdzietna. Julitta Griebsch zmarła 26 kwietnia 1982 r..

## Ordery i odznaczenia
- Krzyż Walecznych – 1922[17]
- Order Korony Żelaznej 3 klasy z dekoracją wojenną[5]
- Krzyż Zasługi Wojskowej 3 klasy z dekoracją wojenną i mieczami[5]
- Signum Laudis Srebrny Medal Zasługi Wojskowej z mieczami na wstążce Krzyża Zasługi Wojskowej[5]
- Signum Laudis Brązowy Medal Zasługi Wojskowej z mieczami na wstążce Krzyża Zasługi Wojskowej[5]
- Brązowy Medal Jubileuszowy Pamiątkowy dla Sił Zbrojnych i Żandarmerii[5]
- Krzyż Jubileuszowy Wojskowy[5]
- Medal Pamiątkowy Bośniacko-Hercegowiński[5]